# Linia kolejowa nr 928
Linia kolejowa nr 928 – obecnie nieczynna, jednotorowa, niezelektryfikowana linia kolejowa znaczenia miejscowego, łącząca bocznicę szlakową Sokole CPN z punktem przeładunkowym Sokole Naftobaza.
Linia do Naftobaz została wybudowana na trasie linii kolejowej Białystok – Zubki Białostockie wraz z posterunkiem odgałęźnym pod koniec lat 50. XX wieku.